# Entedon alveolatus
Entedon alveolatus är en stekelart som beskrevs av Alex Gumovsky 1996. Entedon alveolatus ingår i släktet Entedon och familjen finglanssteklar. Inga underarter finns listade i Catalogue of Life.